# 헤르모드

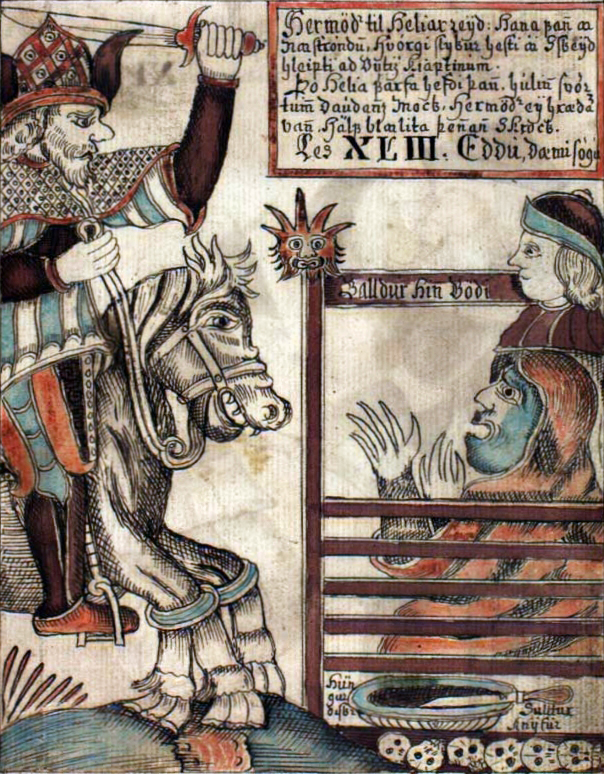
발드르를 되찾기 위해 슬레이프니르를 타고 헬헤임으로 간 헤르모드(왼쪽). 오른쪽엔 발드르와 헬이 보인다.

헤르모드(고대 노르드어: Hermóðr→전쟁의 정신)는 노르드 신화에 등장하는 존재이다.
《신 에다》 중 〈길피의 속임수〉 제49장에 보면 헤르모드는 에시르 신족의 일원으로, 오딘의 아들이다. 형제인 발드르가 죽었을 때 그를 돌려받기 위해 슬레이프니르에 타고 헬헤임으로 가서 헬을 만난다.
한편 《고 에다》 중 〈휜들라의 시〉 제2절에는 헤르모드라는 필멸자 영웅이 언급된다.
영국의 《베오울프》에는 헤르모드와 이름이 비슷한 헤레모드라는 데인족 왕이 나온다.